# Pop Dell'Arte
Os Pop Dell'Arte são uma banda de música portuguesa, com início na década de 1980 e que se mantém activa. A formação actual da banda inclui para além de João Peste e Zé Pedro Moura, Paulo Monteiro e Ricardo Martins.
Ao longo dos anos muitos outros músicos passaram pelos Pop Dell'Arte: além de Paulo Salgado, Luís Saraiva e Ondina Pires, que fizeram parte da primeira formação com João Peste e José Pedro Moura, integraram a banda os músicos Sapo, Rafael Toral, Luís San Payo, Pedro Alvim, João Paulo Feliciano, JP Simões, Carlos Luz, Tiago Miranda, João Matos, Eduardo Vinhas e Nuno Castedo. Contam-se ainda colaborações com nomes como Nuno Rebelo, Salomé, Sei Miguel, Adolfo Luxúria Canibal, Kazé, General D, Simon White ou Zé Pedro Lorena.

## História

### Início (1985)
Os Pop Dell'Arte formaram-se no Bairro de Campo de Ourique em Lisboa em 1985, tendo João Peste como vocalista, Zé Pedro Moura como guitarrista, Ondina Pires como baterista, Paulo Salgado como baixista e Luís Saraiva como percussionista. No dia 11 de Fevereiro de 1985, gravam no estúdio da Musicorde em Campo de Ourique uma maqueta com quatro temas (Sonhos Pop, Turin Welisa Strada, Bladin e Eastern Streets) com a qual decidem concorrer à 2.ª edição do Concurso de Música Moderna do Rock Rendez-Vous.
Apesar do prémio principal ir para os THC (projecto ligado aos Xutos e Pontapés, que aliás tinham feito sempre parte do júri), acabam por vencer o prémio de originalidade na final disputada a 5 de Maio, recebendo elogios unânimes da crítica que acaba por os considerar, como por exemplo, António Sérgio do programa Som da Frente da Rádio Comercial, "a melhor banda em concurso".
Ama Romanta
Em 1986, João Peste, filho do matemático João Cosme dos Santos Guerreiro e estudante de sociologia, cria a editora Ama Romanta que lança, em Maio desse ano, o álbum Divergências onde aparecem, além dos Pop Dell’Arte e de uma entrevista ao sociólogo Paquete de Oliveira feita pelo próprio João Peste, nomes como Mler Ife Dada, Croix Sainte, Anamar, Essa Entente, Linha Geral, SPQR, A Jovem Guarda, Linha Geral, Bye Bye Lolita Girl, Grito Final, Bastardos do Cardeal, Magudesi, Extrema Unção e Os Cães, A Morte & o Desejo, entre outros.
A Ama Romanta vai manter-se em intensa actividade até ao início dos "Anos 90", editando vários discos, de enorme importância musicológica, de nomes como Mão Morta, Mler Ife Dada, Telectu, Sei Miguel, Anamar, João Peste & o Acidoxi Bordel, Linha Geral, Nuno Canavarro, Tó Zé Ferreira, Santa Maria, Gasolina em Teu Ventre!, PSP, Cães Vadios, Pascal Comelade e, obviamente, Pop Dell’Arte. Durante esse período várias capas históricas são assinadas por nomes como os de Nuno Leonel, Alberto Faria, António Palolo, Vasco Colombo, Mateus Lorena e até mesmo João Peste e Ondina Pires.

### Querelle(1986)
Em Outubro de 1986, dão o seu primeiro concerto fora de Portugal, na Discoteca El Kremlin em Vigo (Espanha), juntamente com os Mão Morta, tendo Rafael Toral como novo elemento. Pouco tempo depois, em Novembro do mesmo ano, após a morte de Luís Saraiva, gravam no Estúdio de Paço de Arcos da Valentim de Carvalho o seu primeiro disco, o maxi single, Querelle/ Mai 86, editado pela Ama Romanta em Fevereiro de 1987, com produção de Nuno Rebelo, Amândio Bastos e Pop Dell’Arte.

### Free Pop(1987)
O álbum de estreia Free Pop, já com Luís San Payo na bateria, é editado em Dezembro de 1987, pela Ama Romanta. Este trabalho inclui vários clássicos da banda como "Berlioz", "Rio Line", "Avanti Marinaio" e "Bladin", além de "Juramento Sem Bandeira" onde João Peste canta em dueto com Adolfo Luxúria Canibal dos Mão Morta. O jornal Blitz, em 1987, coloca-o apenas em 10.ª posição na lista dos melhores álbuns portugueses desse ano. No entanto, mais tarde, em 2010, o mesmo jornal colocou o mesmo disco entre os 10 melhores da década de 1980.
Também a crítica internacional reparou em Free Pop. Assim, o jornal musical britânico Sounds, num artigo assinado por John Robb no Verão de 1988, atribuiu-lhe 4,5 pontos (em 5 possíveis). Tendo sido, posteriormente, considerado um dos álbuns mais importantes de sempre da história da música pop feita em Portugal, Free Pop, em 1999, apareceu no livro Os 100 álbuns mais importantes de sempre da música portuguesa, editado pelo jornal Público em colaboração com a FNAC, e na Lista dos 20 melhores álbuns do século XX do Diário de Notícias.
Aquando da reedição de Free Pop em 2011, o programa da RTP 2 Câmara Clara considerou-o também um dos melhores álbuns de sempre da música portuguesa, enquanto Ricardo Saló, no semanário Expresso, dizia tratar-se talvez do melhor álbum português dos "Anos 80". As controvérsias estiveram sempre presentes ao longo da história dos Pop Dell'Arte.
Controvérsias
No dia 28 de Janeiro de 1988, dão um concerto histórico em Lisboa, na Aula Magna, que divide totalmente os críticos entre elogios de genialidade e acusações de fraude. Assim, num programa da TSF Rádio Notícias, divulgado em várias estações de rádio europeias, Viriato Teles (Semanário Se7e) diz que não gosta de Pop Dell’Arte porque “aquilo que os Pop Dell’Arte fazem não é música”, enquanto João Lisboa (Expresso) defende a banda referindo aquilo que considera a genialidade da mesma.
No final do ano de 1988, os leitores do LP-Jornal de Música votam nos Pop Dell’Arte como melhor banda do ano, no seu concerto da Aula Magna em Janeiro de 88 como melhor concerto e em João Peste como melhor vocalista.

### Illogik Plastik(1989)
Em Maio de 1989, apresentam ao vivo no Rock Rendez-Vous com os alemães Sprung Aus Den Wolken, o EP Illogik Plastik editado uma vez mais pela Ama Romanta. O EP inclui quatro temas novos: "Illogik Plastik", "O Amor É… Um Gajo Estranho", "Poema Para Noiva Circular Em Betão Armado, Plástico Cor-De-Rosa Com Rádio Digital Programado Em F.M." e "Sprung Aus Den Wolken" dedicado à banda alemã liderada por Kiddy Citny.
Acidoxi Bordel
No verão de 1989, a banda desfez-se e João Peste forma com Jorge Ferraz (dos Santa Maria, Gasolina em Teu Ventre!) o projecto Acidoxi Bordel que dura apenas alguns meses. O EP João Peste & o Acidoxi Bordel editado em Julho de 1990 com os temas "Groovy Noise-Dada Rock", "Clio Software", "Cocaine, Amigo" e "Distante Domingo" e capa de Alberto Faria.

### Ready-Made(1993)
Os Pop Dell’Arte regressam em Fevereiro de 1991, com um concerto memorável no Cinema Alvalade, com os More Republica Masónica na 1.ª parte. Em Janeiro de 1992, editam 2002 em maxi single, com uma nova formação que inclui Pedro Alvim e João Paulo Feliciano e contando com a participação, no tema "2002", de Sei Miguel, General D e Salomé – um travesti recrutado no clube gay lisboeta Finalmente.
O álbum Ready-Made é editado um ano depois, em 1993, e inclui temas como "Janis Pearl", "Green Lantern" e "The Ballad Of Lilly-Io". Como Peste explica em várias entrevistas na altura, Ready-Made é uma homenagem a um dos seus heróis de sempre, o artista francês Marcel Duchamp – aliás por quem Peste já clamara na letra de "Sonhos Pop".

### Sex Symbol(1995)
Em 1995, lançam o álbum Sex Symbol. Editado depois de assinar contrato com a Polygram - através de Paulo Salgado e da Vachier, agência que na altura tratava da gerência da banda - este trabalho conta com com Paulo Monteiro e J.P. Simões como guitarristas. Sex Symbol inclui clássicos do grupo como: "Poppa Mundi", "My Funny Ana Lana", "Be Bop" e "Orange Kaleidoscope", tendo Ricardo Camacho, Sei Miguel, Fala Mariam e Mai Mouna Jales como convidados, e capa feita por Paulo Monteiro a partir de uma fotografia de Luísa Ferreira.
Depois de uma paragem de vários anos, os Pop Dell’Arte regressam em 1999 num concerto no Fórum Lisboa com uma nova formação que inclui para além de João Peste e Zé Pedro Moura, Paulo Monteiro, Luis San Payo, Tiago Miranda, Carlos Luz e João Matos.

### So Goodnight(2002) ePOPlastik(2006)
Em 2002, editam o EP So Goodnight, que se manteria o último trabalho de originais da banda até à edição de Contra Mundum em 2010, e dão um concerto em Londres na discoteca Cargo, com Nuno Castêdo na bateria.
Em 2006, lançam a compilação POPlastik, com capa de Nuno Leonel e Joaquim Pinto, que inclui três temas inéditos: "J’ai Oublié (All My Life)", "Stranger Than Summertime" e "No Way Back" – uma versão do original de Adonis, "No Way Back", um clássico house music da cidade de Chicago dos "Anos 80". Ainda em 2006, os DJ belgas The Glimmers incluem a versão de "No Way Back" no álbum-compilação Fabric Live 31, enquanto Carlos Conceição realiza o video de uma versão de "Lady Godiva’s Operation" dos Velvet Underground que os Pop Dell’Arte gravam para a Skud & Smarty Records.
Reedição do "Querelle" em 2007
Em Maio de 2007, ano que marca duas décadas da data de lançamento do maxi single Querelle, a Bloop Recordings, editora de música de dança portuguesa, lança uma edição comemorativa desse facto. A reedição conta apenas, do single original, com "Querelle", com o lado oposto a conter agora uma versão dos belgas The Glimmers, "Querelle (The Glimmers New Beat Flash Card version)". Essa edição coloca os Pop Dell'Arte, no Verão de 2007, uma semana em 1.º lugar de vendas da Juno.co.uk, uma das principais lojas online de venda de discos. No final do ano de 2007, a Eskimo Recordings lança a compilação The Glimmers - Eskimo Volume V, onde consta a sua remistura para "Querelle".
"No Way Back" nos EUA
Em 2009, depois dos Glimmers, a banda de João Peste recebe a bênção do autor original de No Way Back. Assim, Adonis propõe incluir a versão do tema feita pelos Pop Dell'Arte numa edição em vinil, dedicada ao clássico da dance music por si criado. O disco foi intitulado Adonis presents Pop Dell'Arte - No Way Back Tribute E.P. e foi editado pela Mathematics, uma editora norte-americana de música de dança. O EP incluía ainda a remistura de Steve Poindexter para "Querelle" dos Pop Dell'Arte e uma versão dos The Circles para "No Way Back" denominada "2 Far Gone".

### Contra Mundum(2010)
O quarto álbum de originais dos Pop Dell'Arte, Contra Mundum, é finalmente editado no dia 14 de Junho de 2010, pela Presente, com capa - uma vez mais - de Nuno Leonel e Joaquim Pinto. Esta edição marca a celebração dos 25 anos de carreira da banda. O primeiro single foi "Ritual Transdisco", o tema de abertura do álbum, cruzando influências artísticas diversas com um poema fonético de João Peste - em continuidade com "Berlioz", "Querelle" ou "Turin Welisa Strada". O tema foi disponibilizado para download gratuito no blog da banda.
Gravado e misturado no estúdio Golden Pony, entre 2008 e 2010, com a gestão sonora e técnica de Eduardo Vinhas, Contra Mundum inclui a colaboração do trompetista britânico Simon White em dois temas, "Diary Of A Soldier (I Saw You Dancin’)" e "Slave For Sale", tema dedicado à porn star Scott O'Hara ), onde a voz de Rui Vargas se faz ouvir por uns momentos. Além de João Peste, Zé Pedro Moura (da formação inicial) e Paulo Monteiro (membro da banda desde 1993), a formação de Contra Mundum conta ainda com Nuno Castêdo e Eduardo Vinhas.
O álbum foi apresentado pela primeira vez ao vivo na Music Box, em Lisboa, em Julho de 2010. Aveiro, Porto, Coimbra, Portalegre, Bragança, Guarda, Torres Novas, Sines e Cartaxo foram alguns dos locais onde a banda apresentou ao vivo Contra Mundum. No entanto, os momentos mais altos desta mini-digressão terão sido, na Casa da Música (Porto), na Music Box e na Culturgest (Lisboa).
No final de 2010, Contra Mundum ficou posicionado entre os melhores do ano de 2010 em diversas listas feitas pelos diferentes orgãos de comunicação social, do Diário de Noticias ao Público, passando pela Blitz ou pela RUC (Rádio Universidade de Coimbra), entre outros.
Free Pop reedição (2011)
Em Abril de 2011 a loja Louie Louie, em colaboração com a Ama Romanta, reeditam o lendário Free Pop que, uma vez mais aclamado pela crítica e pelo público, recebe a pontuação máxima na revista Time Out portuguesa e no jornal Público além de enormes elogios no Expresso, Câmara Clara, Antena 3 e Blitz.
BD Pop Rock Português (2011)
Em Junho de 2011, através de A Bela e o Monstro / Tugaland é editada uma nova compilação dos Pop Dell'Arte, na coleção BD Pop Rock Português, que inclui uma BD da autoria de Fernando Martins, inspirada na banda, e dois temas inéditos, "TaNaK" (do nome hebraico dado ao Antigo Testamento) e "Simeon (You Started Something I Want To Finish Now)" dedicado a Simeon Solomon, poeta e pintor pré-rafaelita inglês, além da versão remisturada de "Slave For Sale" e da versão de "Lady Godiva's Operation" dos Velvet Underground, que apesar do vídeo realizado por Carlos Conceição nunca fora editado em disco.
Bandas Míticas (2012)
A coleção Bandas Míticas, levada a cabo pelo Correio da Manhã e a Levoir, incluiu na sua 29.ª edição uma compilação dos Pop Dell'Arte, com 11 temas da banda ("Sonhos Pop", "Querelle", "808 Loop" e "Mr. Sorry", entre outros). A edição, de Janeiro de 2012, traz ainda uma biografia dos Pop Dell'Arte, assinada pelo jornalista Gonçalo Frota, e uma coleção de fotografias de diferentes fases da banda, de 1985 a 2011.

### Transgressio Global(2020)
Uma década depois do álbum anterior, os Pop Dell'Arte editam Transgressio Global, cuja edição, inicialmente prevista para março, acabou por ser adiada para o mês de maio, devido à pandemia de Covid-19.
Gravado e misturado entre 2017 e 2019, o disco tem vinte e uma faixas, onde se visitam várias épocas históricas e se exploram várias sonoridades, mantendo sempre a identidade musical transgressiva. Conta com uma versão do tema “El Derecho de Vivir en Paz” de Vitor Jara. Pela primeira vez, há também temas construídos a partir de poemas de outros autores: “Cá, Nesta Babilónia” de Luís Vaz de Camões, “Mellitos Oculos Tuos, Iuuenti”, em latim clássico, de Gaio Valério Catulo, e “Egô Desóptron Eien (Eγὼ δ’ ἔσοπτρον εἴην )”, em grego antigo, um poema anacreôntico de autor e data desconhecidos do final do Império Romano.

## Integrantes

### Formação atual
- João Peste, voz[1]
- Paulo Monteiro, guitarra[1]
- Zé Pedro Moura, baixo[1]
- Ricardo Martins, bateria

### Ex-integrantes
- Ondina Pires, bateria
- Paulo Salgado, baixo
- Luís Saraiva, percussões
- Luís San Payo, bateria
- Sapo, guitarra
- Rafael Toral, percussões, guitarra, programação
- João Paulo Feliciano, guitarra
- Pedro Alvim, baixo
- JP Simões, guitarra
- Eduardo Vinhas, percussões e programações
- Nuno Castêdo, bateria

## Discografia

### Álbuns de estúdio
- Free Pop – LP (Dezembro 1987) [3]
- Ready Made – CD (Março 1993)
- Sex Symbol – CD (Junho 1995) [4]
- Contra-Mundum - CD (Junho de 2010)
- Transgressio Global - CD (Maio de 2020)

### Singlese EP
- Querelle – Maxi single (Fevereiro 1987)
- Sonhos Pop – Single (Novembro 1987)
- Illogik Plastik - EP (Abril 1989)
- 2002 / MC Holly – Maxi single (Janeiro 1992)
- My Funny Ana Lana - CD single (Junho de 1995)
- Poppa Mundi - CD single (Setembro de 1995)
- So Goodnight – CD EP (Fevereiro de 2002)
- Querelle 1987-2007 - Maxi single (Maio de 2007)
- Adonis Presents Pop Dell'Arte: No Way Back Tribute E.P. - Maxi single (Maio de 2009)

### Compilações
- Arriba! Avanti! - CD (Fevereiro 1991)
- POPlastik – CD (Janeiro de 2006) [5]
- BD Pop-Rock Português - CD e livro de BD (Junho de 2011) [6][7]
- Bandas Míticas - CD e livro (Janeiro de 2012)

### Outros
Compilações
- Música Moderna Portuguesa vol.1
- Divergências
- Ama Romanta 1986-89
- Johnny Guitar
- Point of Yucca vol.1 - Yucca Tree Records
- Point of Yucca vol.2 - Yucca Tree Records
- Ama Romanta… Sempre!
- Indiegente
- O Melhor do Pop Rock Português 1980-90 vol.2
- Fabric live 31
- The Glimmers - Eskimo Volume V
- Mais Valem 36 Músicas no Sapatinho (2xCD, União Lisboa, 1996) com o tema "My Funny Ana Lana"[1]

## Videografia
- "Illogik Plastik" – Alberto Faria (1991)
- "Querelle" – José Pinheiro (1991)
- "Ballad of Lilly-Io" – Vitor Rua (1992)
- "My Funny Ana Lana" – José Pinheiro (1995)
- "Lady Godiva’s Operation" – Carlos Conceição (2007)